# النشمي (كحلان الشرف)

تعديل مصدري - تعديل

النشمي هي إحدى قرى عزلة نوسان بمديرية كحلان الشرف التابعة لمحافظة حجة، بلغ تعداد سكانها 862 نسمة حسب تعداد اليمن لعام 2004.